# Cascada de Glandieu
La cascada de Glandieu, (francés: Cascade de Glandieu) , es una pequeña cascada en Francia; está situada en Glandieu, en el departamento de Ain, entre los pueblos de Brégnier-Cordon y Saint-Benoît.

## Descripción
Consiste en dos pasos de cascada consecutivos, con una altura total de 60 metros, que llevan el agua del Gland a la cuenca del Ródano. Hasta hace poco había una cantera de mármol cerca de la cascada, en la zona de Brégnier-Cordon, que aprovechaba su energía hidroeléctrica. Continúan en funcionamiento dos pequeñas centrales hidroeléctricas, una para cada municipio;

## Galería

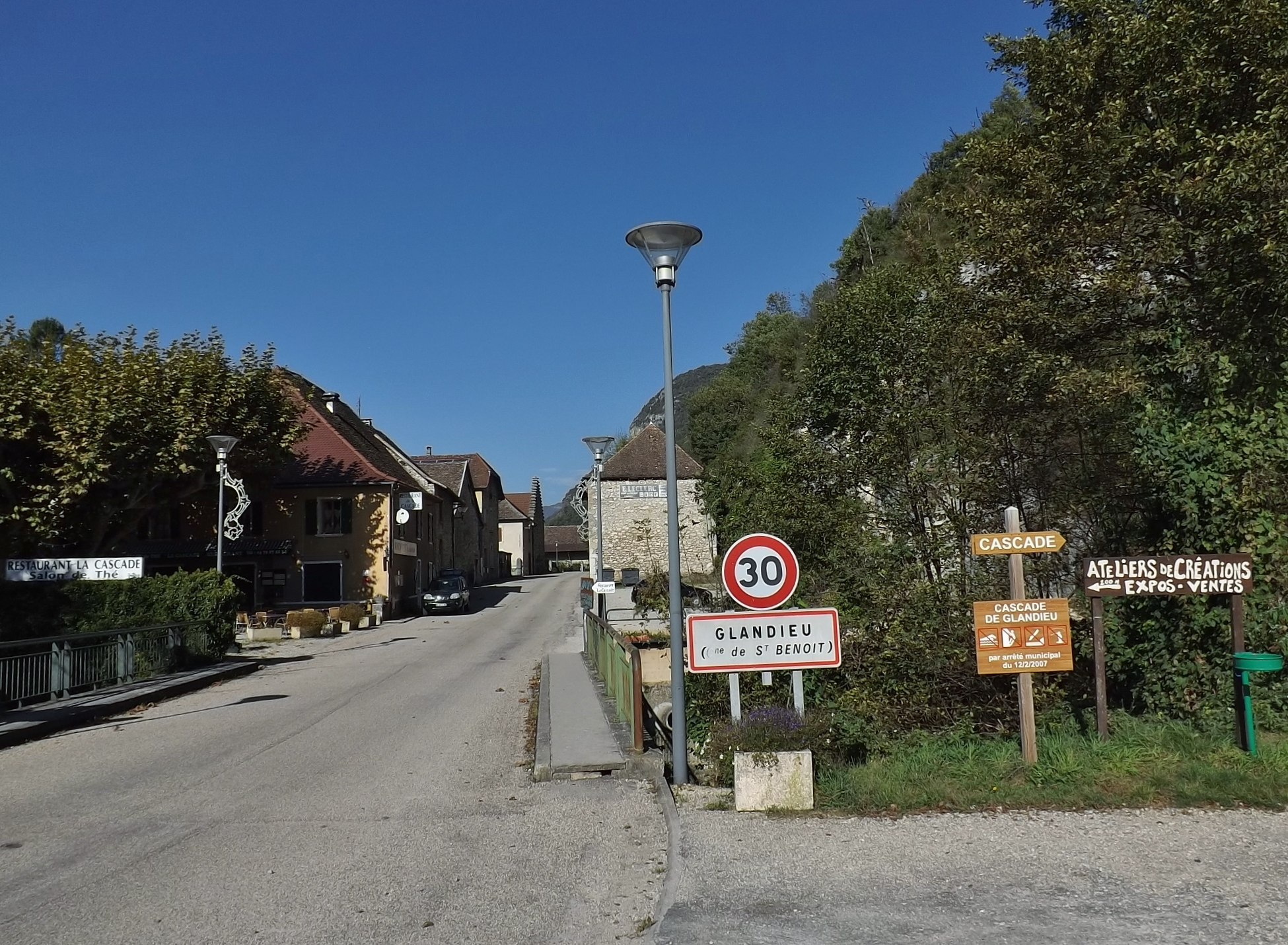
El límite entre Brégnier-Cordon y Saint-Benoît con, a la derecha, la etiqueta de la Caída